# 梶原広彦
梶原広彦（かじはら ひろひこ）は、日本の財務官僚。

## 来歴
長野県出身。明治大学商学部卒業。1975年 大蔵省入省。2001年7月 財務省大臣官房文書課国会連絡調整官心得。2006年7月 四国財務局徳島財務事務所長。2007年7月 大臣官房文書課国会連絡調整官。国会連絡室を拠点に、役人人生の大半を政治日程を探る作業に捧げた。2015年7月7日 四国財務局長。2016年6月 大臣官房審議官（大臣官房担当）。ノンキャリアである梶原が大臣官房担当の審議官に就いたことは異例の人事とされた。2017年7月6日に退官。2018年1月1日 日本経済研究所理事、日本政策投資銀行属託職。